# سهی
سهی همسر ایرج پسر فریدون است. فریدون شاه پیشدادی ایران که سه پسر داشت، سه دختر شاه یمن را برای پسرانش به زنی گرفت. از میان این سه دختر، سهی که کوچکترین بود زن ایرج سومین پسر فریدون شد.
| زن ایــرج نیک‌پــی را ســهــی |  | کجا بُد به خوبی سهیلش رهی |

## سهی در شاهنامه
هنگامیکه پسران فریدون نزد شاه یمن (تازیان) حضور یافتند هر سه مؤدب پیش او زانو زده نشستند تا شاه دامادهایش را به چهره بشناسد تا دخترانش را به تناسب سن به عقد ایشان درآورد. چون در حضورش نشستند سرو شاه یمن بردار بزرگتر، میانه و کوچکتر را پرسید و بترتیب، ایشان نامشان را گفتند. آنگاه دخترانش را فرا خواند اجازه داد خواهر کوچکتر نزد ایرج، خواهر میانه نزد تور و خواهر بزرگتر پیش سلم نشستند تا برسم کیش و آئین تازیان به عقد ایشان درآیند:
| نشستند هر سه بر آن هم نشان |  | که گفتش فریدون به گردنکشان |
| ازان سه گرانمایه پرسید شه  |  | کزین سه ستاره کدامست مه    |
| میانه کدامست و کهتر کدام   |  | بباید برین گونه‌تان برد نام |